# Ígor Bondarevski
Ígor Zakhàrovitx Bondarevski (en rus: И́горь Заха́рович Бондаре́вский) (12 de maig de 1913, Rostov del Don (Rússia) - 14 de juny de 1979, Piatigorsk) fou un jugador d'escacs rus, que va jugar sota bandera soviètica, i que exercia el títol de Gran Mestre tant en joc sobre el tauler (des de 1950) com per correspondència (des de 1961). També era Àrbitre Internacional, entrenador i escriptor de llibres d'escacs. Bondarevski va guanyar el Campionat d'escacs de la Unió Soviètica (compartit) el 1940 i després va entrenar al Campió del Món Borís Spasski. El 1950 fou un dels 27 primers jugadors guardonats al món amb el títol de Gran Mestre Internacional de la FIDE.
El seu millor rànquing Elo s'ha estimat en 2669 punts, el febrer de 1943, moment en què tenia 29 anys, cosa que el situaria en 14è lloc mundial en aquella data. Segons chessmetrics, va ser el 13è millor jugador mundial en el mes de març de 1943.

## Primers anys
Bondarevski va participar en el 5è Campionat de Rússia a Gorki (1935), fent 4/9 punts, i acabant empatat als llocs 6è-7è (el guanyador fou Aleksandr Tóluix). Va guanyar el Torneig de Primera Categoria de Totes les Rússies a Leningrad (1936), amb 11½/14, invicte amb dos punts de diferència sobre el segon classificat. Aquest resultat li va atorgar una invitació pel Campionat soviètic que es jugaria l'any següent. Jugà a Moscou, el 1937, el seu primer gran torneig internacional, fent només 2½/7 punts, i empatant als llocs 7è-8è (el guanyador fou Reuben Fine). Es va recuperar, però, amb una sòlida actuació en la seva primera final del Campionat soviètic (10 edició), a Tiflis 1937, amb 9½/19 compartint la 10a-12a posició, (el guanyador fou en Grigori Löwenfisch. Posteriorment es va classificar per a les semifinals de l'11è Campionat de l'URSS de 1938 amb 10½/17, compartint la 3a-4a plaça, (el vencedor fou Mikhaïl Botvínnik). Obtingué un altre resultat decebedor al fort torneig internacional Leningrad/Moscou de 1939 amb només 5/17 punts, ocupant la 17a plaça, (el vencedor va ser Salo Flohr), però li permeté de guanyar experiència contra els jugadors d'elit, la qual li va fer servei els anys successius.

## Jugador d'elit, Campió soviètic
Bondarevski va entrar definitivament al nivell de l'elit soviètica amb la 6a plaça en l'11è Campionat de l'URSS a Leningrad 1939, amb 10/17 punts, (el vencedor va ser Mikhaïl Botvínnik). Això el va eximir de la classificació per a la següent final del campionat soviètic, en el qual va arribar al punt àlgid de la seva carrera, tot compartint el títol soviètic del 12è Campionat de la Unió Soviètica a Moscou 1940, juntament amb Andor Lilienthal. Això el va classificar pel Campionat Absolut de l'URSS de 1941, celebrat a Leningrad i Moscou, al costat del guanyador final Mikhaïl Botvínnik, el subcampió Paul Keres, Issaak Boleslavski, Vassili Smislov i Andor Lilienthal. Aquest va ser un dels torneigs més forts disputats fins a aquest moment, amb sis dels 15 jugadors més forts del món. Botvínnik va guanyar, amb Bondarevski en la sisena plaça. El 1942 guanyà el torneig de Moscou, per davant de Vladimirs Petrovs.
El 1945 va jugar al sisè tauler de l'equip soviètic en el matx per ràdio per equips entre els Estats Units i l'URSS, perdent per ½–1½ contra Herman Steiner.
Bondarevski va jugar el Torneig Interzonal de 1948 a Saltsjobaden, empatant a les places 6-9 i classificant-se per al Torneig de Candidats de Budapest de 1950, però a causa d'una malaltia no hi va poder jugar.

## Entrenador del Campió del Món
No només va ser un jugador destacat, sinó que va entrenar Borís Spasski durant la seva ascensió fins a ser Campió del món d'escacs, començant a principis dels anys 1960 i culminant amb la victòria de Spasski sobre Tigran Petrossian en el matx pel títol de 1969. L'entrenament de Bondarevski va ser clau en el ressorgiment de Spasski als anys 1960, després d'una etapa de davallada.

## Títols i fites
Bondarevski, que era economista de professió, va ser nomenat Gran Mestre per la FIDE el 1950 en la seva llista inaugural. Va rebre el títol d'Àrbitre Internacional el 1954 i el títol de Gran Mestre d'Escacs per Correspondència el 1961. La seva dona, la GMF Valentina Kozlóvskaia, també va ser una notable jugadora d'escacs, Campiona del món sènior el 1996.